# تشيسي
تشيسي (بالإنجليزية: Chessie) هو وحش بحر أسطوري يقال أنه يعيش في وسط خليج تشيسابيك. تم تسجيل العديد من المشاهدات المزعومة في المنطقة على مر السنين لمخلوق يشبه الثعبان وله زعانف على جسده. تصفه معظم التقارير بأنه مخلوق طويل يشبه الثعبان، يتراوح طوله بين 25 قدما (7.6 متر) إلى 40 قدما (12 م). ويقال أنه يسبح باستخدام جسده بشكل زوايا جيبية للتحرك في المياه. كانت هناك موجة من مشاهد في عام 1977 وموجة أخرى في الثمانينات، مع تقارير متفرقة منذ ذلك الحين.
لا يوجد دليل حقيقي على وجود المخلوق حتى الآن، وإن تم التقاط عدة صور مزعومة له. وقد شملت التكهنات والنظريات بشأن المخلوق وجود «إنقليس له طفرة وراثية» أو ثعالب أنهار كبيرة، باسيلوسورس من عصور ما قبل التاريخ، أناكوندا من أمريكا الجنوبية هربت من السفن الشراعية في القرن الثامن عشر أو التاسع عشر. وقد تم تحديد إحدى التقارير على الأقل بأنه خروف بحر.

## المشاهدات
ووفقا لمات لايك، مؤلف كتاب «ماريلاند الغريبة» والذي يقدم فيه الأساطير والحكايات من المنطقة، أن صيادان يدعيان فرانسيس كلارمان وإدوارد وارد، شاهدا شيئا في الماء قرب بالتيمور في عام 1943.
تم التقاط صورة لحيوان بحري غير معروف من قبل ترودي غوثري في عام 1980 وتم تحديده لاحقا بأنه خروف بحر من فلوريدا. تم رصد وجود خراف البحر من حين لآخر في المنطقة. وخلافا للتقارير عن المخلوق الأفعواني، فإن خراف البحر «تترك بصمة» سلسة«على الماء وهي تسبح» بدلا من التموج من جانب إلى آخر.
في عام 1982 قام روبرت وكارين فرو بتصوير فيديو للمخلوق قرب جزيرة كينت. ويظهر في الفيديو كائن بني يتحرك من جانب إلى آخر مثل ثعبان مائي.
ومن المشاهدات المهمة أيضا للوحش كانت في عام 1997، قبالة شاطئ فورت سمولوود بارك، على مقربة من الشاطئ.
آخر مشاهدة تم التبليغ عنها كانت في 5 أبريل 2014، في الساعة 1:40 صباحا. حيث ذكر أحد سكان ولاية ماريلاند أنه كان مع صديقه عندما شاهد تشيسي على بعد أقل من 5 أقدام (1.5 متر) عن سيارته التي كانت متوقفة على جانب طريق أروندل الساحلي بجوار نهر ماغوثي «عندما كان المد عاليا». ووصفه بأنه مخلوق يشبه الثعبان بطول 25-30 أقدام (7.6-9.1 متر) وهو أسود اللون ودون زعانف، ورأسه نحيل على شكل كرة قدم، رغم أنه لم يميز إن كان مغطى بالحراشف أو الجلد. لم يرتفع المخلوق فوق الماء، ولكن رأسه ونهاية ذيله «اخترقا السطح فقط»، حيث كان يتحرك بشكل متموج. تساءل الشاهد أولا إذا كان عبارة عن حيوانين منفصلين يسبحان وراء بعضهما البعض، ولكن سرعان ما أدرك أنه مخلوق واحد بسبب نمط الأمواج على سطح الماء. لا توجد ثعابين معروفة في ولاية ماريلاند يقترب طولها من 25 قدما. لم يلتقط الشاهد أي صورة لأنه كان «مشغولا بمحاولة معرفة ماذا كان ينظر إليه» ولم يفكر بأخذ صورة بهاتفه المحمول، وقام الشاهد بالاتصال بقسم ماريلاند للموارد الطبيعية بعد وقت قصير من المشاهدة.

## الرمز البيئي

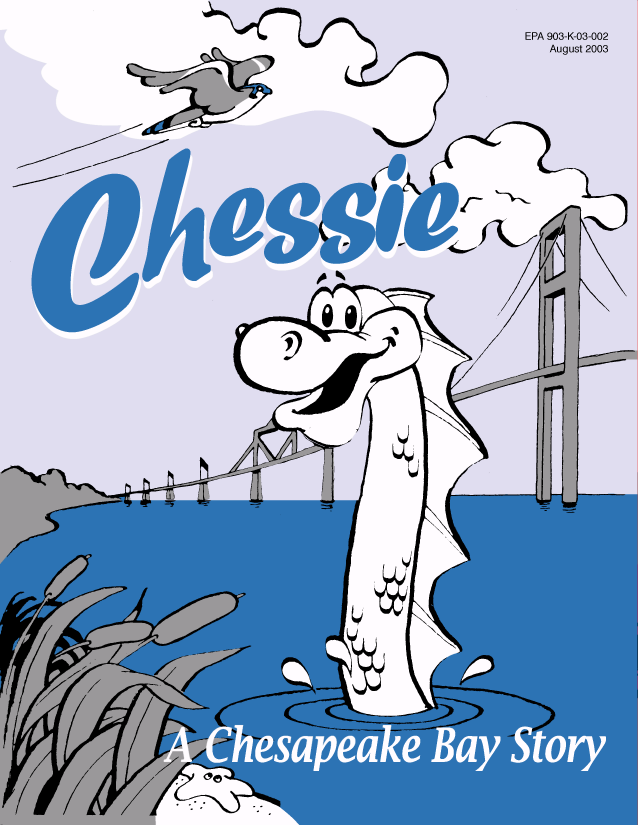
كتاب تلوين نشرته دائرة الأسماك والحياة البرية الأمريكية في عام 1986

استخدم تشيسي كرمز بيئي لخليج تشيسابيك من قبل دائرة الأسماك والحياة البرية الأمريكية في كتاب تلوين تعليمي نشرته في عام 1986، بعنوان «تشيسي: قصة من خليج تشيسابيك». ويركز كتاب التلوين على خليج تشيسابيك وحماية موارده. نشر كتاب التلوين الثاني بعنوان «عودة تشيسي» في عام 1991.
في الثمانينات، أصبح تشيسي رمزا للدفاع عن البيئة في ولاية ماريلاند. ونشرت الرسوم التوضيحية للوحش في الصحف والمطبوعات الحكومية، والمواد المرفقة حول القضايا البيئية، ما أعطى الوحش مظهرا وديا. كتب إريك تشيزوم، في كتابه "اكتشاف تشيسي: الواجهة البحرية، والهوية الإقليمية، وخليج تشيسابيك"، أن مظهر الوحش الودي ساعد على نقل فكرة أن الخليج كان ضحية للتلوث".
تحتفظ إدارة الموارد الطبيعية في ماريلاند بصفحة ويب خاصة بتشيسي، والذي يستهدف الأطفال. وهو يتضمن معلومات حول الخليج، وعلم دراسة الحيوانات الخفية، ومشاهدات الوحش؛ وآراء المشككين بوجود الوحش؛ وقائمة المراجع لمزيد من الاستكشاف.

## الثقافة الشعبية
تم إنقاذ خروف بحر من مياه تشيسابيك الباردة في أكتوبر 1994، وتم منحه لقب «تشيسي» قبل أن تتم إعادته إلى فلوريدا. لا يتكرر وجود خراف البحر في المناطق أبعد من فلوريدا ولكن هذا الخروف عاد إلى تشيسابيك عدة مرات منذ ذلك الحين. تم التقاط صورة لخروف البحر تشيسي في نهر باتابسكو في عام 2010 (غير مؤكدة)، والتقطت صورة أخرى له بالقرب من شاطئ مقاطعة كالفرت في 12 يوليو 2011 (وأكدها علماء الأحياء في قسم المسح الجيولوجي الأمريكي).
هناك تمثال لوحش تشيسابيك موجود على مدخل متحف ريبلي صدق أو لا تصدق! في منطقة إينر هاربر في بالتيمور. وفقا للمتحدث باسم الشركة، فقد تم اختيار تشيسي في الواجهة لأنه «أسطورة تتعلق بالمنطقة».